# 谷田貝光克
谷田貝 光克（やたがい みつよし、1943年 - ） は、日本の化学者。東京大学名誉教授。元秋田県立大学木材高度加工研究所所長。元フレグランスジャーナル社香りの図書館館長。木質炭化学会名誉会長。

## 人物・経歴
栃木県宇都宮市生まれ。1966年東北大学理学部化学科卒業。1971年東北大学大学院理学研究科博士課程修了、理学博士。1972年バージニア州立大学化学科博士研究員。1974年メイン州立大学化学科博士研究員。1976年農林水産省林業試験場林産化学部研究員。1985年農林水産省林業試験場炭化研究室長。同年第25回日本木材学会賞受賞。1988年農林水産省森林総合研究所生物機能開発部生物活性物質研究室長。1992年農林水産省森林総合研究所森林化学科長。同年科学技術庁長官賞（研究功績者）受賞。1999年東京大学大学院農学生命科学研究科農学国際専攻教授。2006年東京大学名誉教授、秋田県立大学木材高度加工研究所教授。2007年秋田県立大学木材高度加工研究所所長。2011年定年退職、秋田県立大学名誉教授、フレグランスジャーナル社香りの図書館館長。樹木生理機能性物質研究組合技術開発委員会委員長、住環上技術研究組合技術開発委員会委員長、木質炭化学会会長、グリーンスピリッツ協議会会長、農学生命科学研究支援機構理事長、炭の木植え隊理事長等も歴任した。

## 著書
- 『森のふしぎな働き』PHP研究所 1984年
- 『フィトンチッドと森林浴』林業科学技術振興所 1985年
- 『森林の保健休養機能』日本治山治水協会 1989年
- 『簡易炭化法と炭化生産物の新しい利用』林業科学技術振興所 1991年
- 『森林の力 : 現代の"森の生活"を考える』現代書林 1993年
- 『森林の不思議 : 気持ちをやわらげ、生命を吹き込む森林浴 フィトンチッド』現代書林 1995年
- 『木のふしぎな力』文研出版 1996年
- 『よい煙わるい煙を科学する』中経出版 2002年
- 『香りと環境』フレグランスジャーナル社 2003年
- 『フィトンチッドってなに？ : 植物の知られざる働き』第一プランニングセンター 2005年
- 『植物抽出成分の特性とその利用』八十一出版 2006年
- 『森と一緒に生きてみる! : さぁ、森に行こう』中経出版 2006年
- 『植物の香りと生物活性 : その化学的特性と機能性を科学する』フレグランスジャーナル社 2010年
- 『文化を育んできた木の香り : その機能と生活との関わり』フレグランスジャーナル社 2011年
- 『木竹酢液ハンドブック : 特性と利用の科学』海青社 2013年
- 『図説土佐備長炭 : 21世紀に伝えたいこと』飛鳥出版室 2013年
- 『神農さんの森の樹木 : 森の木たちの生薬図鑑』フレグランスジャーナル社 2016年
- 『自然浴のすすめ : 草木の香りで健康づくり』フレグランスジャーナル社 2016年
- 『ひとのくらしと香りを訪ねて : 香り世界飛び歩記 1』フレグランスジャーナル社 2017年
- 『ひとのくらしと香りを訪ねて : 香り世界飛び歩記 2』フレグランスジャーナル社 2017年
- 『ひとのくらしと香りを訪ねて : 香り世界飛び歩記 3』フレグランスジャーナル社 2018年